# Astragalus nutriosensis
Astragalus nutriosensis là một loài thực vật có hoa trong họ Đậu. Loài này được M.J.Sand. miêu tả khoa học đầu tiên.